# Albert Lucenius
Albert Lucenius (* um 1580; † 21. März 1654 in Köln) war ein Jesuit, apostolischer Protonotar und Generalvikar.

## Leben

### Lebenslauf
Im Jahre 1605 trat Lucenius in das Kölner Chorherrenstift Corpus Christi ein. Auf Grund eines päpstlichen Empfehlungsschreibens übertrug ihm der Osnabrücker Fürstbischof  Eitel Friedrich von Hohenzollern 1623 das Amt des Vicarius generalis in spiritualibus für das Bistum Osnabrück. In dieser Stellung blieb er auch nach dem Tode des Bischofs 1625 unter dem Nachfolger Franz Wilhelm von Wartenberg. Der Einzug der Schweden in Osnabrück 1633 zwang ihn zur Flucht. Sie führte ihn zurück nach Köln, wo er, an Gicht erkrankt, 1644 im Servitinnenkloster St. Lucia Unterkunft und Pflege fand.

### Protokolle über die Visitation
Lucenius ist nicht durch besondere Leistungen hervorgetreten. Bekannt geworden ist sein Name lediglich durch eine Visitation der Pfarreien des Hochstifts Osnabrück, die er im Auftrage des Bischofs durchführte, genauer: durch ein von ihm darüber aufgenommenes Protokoll. Die Visitation fand vom 27. November 1624 bis zum 17. Mai 1625 statt.
Das Protokoll ist ein eindringliches Zeugnis für die kirchlichen Verhältnisse dieser Zeit. Sie sind
gekennzeichnet durch einen konfessionellen Wildwuchs, in dem der größte Teil der Pfarrgeistlichen
noch die katholische Weihe empfangen hatte, die meisten aber verheiratet waren und im Gottesdienst lutherische Bräuche praktizierten, Soweit die Geistlichen sich zum Luthertum bekannten, wurden sie abgesetzt; die übrigen mussten ihre Frauen entlassen und zum Katholizismus in seiner tridentinischen Strenge zurückkehren. Das dauerte zwar nur bis zum Einzug der Schweden in Osnabrück 1633, mit
dem dann umgekehrt die katholischen Pfarrer abgesetzt und durch lutherische Prediger ersetzt wurden. Doch erlangte das Lucenius-Protokoll erneut Bedeutung als Dokument für die kirchlichen Zustände des Jahres 1624, als dieses Jahr im Westfälischen Frieden zum Normaljahr für die Regulierung von konfessionellen Streitigkeiten bestimmt wurde. Es hat daraufhin bei der Aufteilung der Kirchspiele unter den beiden Konfessionen, wie sie im Anschluss an den Reichstag 1650 durch die sogenannte Immerwährende Kapitulation erfolgte, eine Rolle gespielt.

## Schriften
- Max Bär (Hrsg.): Das Protokoll des Albert Lucenius über die Kirchenvisitation von 1624/25. Nach der Urhandschrift herausgegeben von Staatsarchivar Dr. Bär. In: Osnabrücker Mitteilungen Band 25 (1900), 230–282.